# Freedom (Mariam Shengelia)
Freedom è il singolo di debutto della cantante georgiana Mariam Shengelia, pubblicato il 17 marzo 2025.

## Descrizione
Freedom è stata scritta da Buk'a K'art'ozia, mentre è stata composta e prodotta da Keti Gabisiani. Il brano, registrato in georgiano e inglese, esprime un legame indissolubile con la patria e un amore profondo per la libertà attraverso vivide immagini naturalistiche, come cieli azzurri e mari sia calmi che tempestosi.

## Promozione
Il 14 marzo 2025 è stato confermato che l'emittente radiotelevisiva georgiana GPB ha selezionato internamente Mariam Shengelia come rappresentante nazionale per l'Eurovision Song Contest 2025 a Basilea, in Svizzera. Freedom è stato presentato nel medesimo giorno sul canale televisivo 1TV.

## Video musicale
Il video musicale, diretto Kakha Bukhrashvili con la direzione artistica Shako Popiashvili e Nino Tsulaia, è stato reso disponibile in concomitanza con il rilascio del singolo attraverso il canale YouTube dell'Eurovision Song Contest.

## Tracce
Testi di Buk'a K'art'ozia, musiche di Keti Gabisiani.
1. Freedom – 2:50

## Formazione
- Mariam Shengelia – voce
- Keti Gabisiani – produzione
- K'oba Meskhia – mastering, missaggio